# Azurno okno
Azurno okno, znano tudi kot Dwerjevo okno (malteško: it-Tieqa tad-Dwejra), je bil 28 metrov visok apnenčast naravni lok v Dwejerjevem zalivu na otoku Gozo na Malti. To je bila ena od glavnih turističnih znamenitosti Malte. Lok, skupaj z drugimi naravnimi danostmi na območju Dwejra, je bil prikazan v številnih mednarodnih filmih in drugih medijskih prezentacijah.
Tvorba je bila zasidrana na vzhodnem koncu morske pečine. Nastala je z zrušitvijo morske jame. Tudi po tistem je naravna erozija najedala skale in povzročala, da so deli loka padali v morje, dokler se nista lok in prosto stoječi steber med nevihto 8. marca 2017 dokončno zrušila.

## Zgodovina
Azurno okno je ustvarilo morje in dež. Erozija na steni je nastajala v obdobju približno 500 let. Lok je bil eden od glavnih turističnih znamenitosti na Malti. Bil je priljubljeno ozadje na fotografijah.   Leta 1998 je bil vključen na poskusni seznam malteške Unescove svetovne dediščine.
Med 1980 in 2000 so deli zgornje plošče loka propadli, kar je povzročilo bistveno povečanje loka. Velik del skale na zunanjem robu loka se je zrušil aprila leta 2012, kar je dodatno povečalo okno. Do drugih skalnih podorov je prišlo marca 2013. Geološko in geotehnično poročilo je bilo pripravljeno štiri mesece kasneje. Ugotovilo se je, da je lok »razmeroma stabilen in bo tako ostal za nekaj let«. čeprav je opozoril, da se bo rušenje kamenja nadaljevalo in bi lahko bilo nevarno za ljudi.
V naslednjih letih so poročali o dodatnih razpokah. Ribiči so se loku izogibali. Opozorilni znaki so odvračali ljudi od hoje na vrhu loka, vendar pa je veliko ljudi še vedno šlo na obok. Zasledimo lahko video posnetke potapljačev, ki se potapljajo ob oknu med padajočim kamenjem.
V decembru leta 2016 je bila uveljavljena prepoved hoje po loku. Prestopnikom je bila zagrožena kazen 1500 eur. Vendar to ni odvrnilo obiskovalcev, tako da so nekateri še vedno hodili po oknu, do leta 2017, ko se je lok dokončno zrušil.